# Vracsevce
Vracsevce (macedónul: Врачевце) település Észak-Macedóniában, az Északkeleti körzetben, Sztaro Nagoricsane községben.

## Népesség
| Lakosok száma | 88   | 89   | 99   | 56   | 59   | 25   | 22   | 10   |
|               | 1948 | 1953 | 1961 | 1971 | 1981 | 1991 | 2002 | 2021 |

- 2002-ben 22 lakosa volt, akik mindannyian macedónok.